# Chris Wiltz
Pour les articles homonymes, voir Wiltz (homonymie).
Chris Wiltz, née le 3 janvier 1948 à La Nouvelle-Orléans en Louisiane, est une écrivain américaine de roman policier.

## Biographie
Elle fait des études d’anglais à l’université d'État de San Francisco et exerce par la suite divers métiers : correctrice pour une agence de publicité à Los Angeles, secrétaire médicale à l’université Tulane, libraire, journaliste et photographe, cuisinière. Elle publie en 1981 un premier roman policier intitulé The Killing Circle mettant en scène le privé ex-flic Neal Rafferty évoluant à La Nouvelle-Orléans. Ce roman est traduit à la Série noire en 1983 sous le titre La mort tourne en rond. Depuis l’auteur a écrit cinq autres romans, dont trois consacrés à nouveau à Rafferty, et elle donne en parallèle des conférences et des cours d’écriture créative à l'université Loyola de La Nouvelle-Orléans et à l'université de Tulane.

## Œuvre

### Série Neal Rafferty
- The Killing Circle (1981) Publié en français sous le titre La mort tourne en rond, traduction de Simone Hilling, Paris, Gallimard, Série noire no 1914, 1983
- A Diamond Before You Die (1987)
- The Emerald Lizard (1991)
- Glass House (1994)

### Autres romans
- The Last Madam: A Life in the New Orleans Underworld (1999)
- Shoot The Money (2012)

## Sources
- Les Auteurs de la Série Noire, 1945-1995, collection Temps noir, Joseph K., 1996, (avec Claude Mesplède), p. 490.